# Fimbristylis carolinii
Fimbristylis carolinii är en halvgräsart som beskrevs av Latz. Fimbristylis carolinii ingår i släktet Fimbristylis och familjen halvgräs.
Artens utbredningsområde är Queensland. Inga underarter finns listade i Catalogue of Life.